# Monkey bread
Il monkey bread è una ciambella statunitense composta da numerosi gnocchi di impasto morbidi e appiccicosi insaporiti con la cannella.

## Etimologia
Sono state esposte numerose teorie per spiegare il perché il monkey bread, letteralmente "pane di scimmia", prenda tale nome. Secondo qualcuno, esso avrebbe l'aspetto dell'albero Araucaria araucana, conosciuto come monkey puzzle tree nei Paesi di lingua inglese. Altri ancora sostengono che l'origine sia dovuta al fatto che l'alimento somigli a diverse scimmie ammucchiate. Secondo un'altra teoria, il monkey bread prende il nome dal fatto che lo si mangia con le mani come farebbe una scimmia.

## Storia
Il monkey bread deriva dall'arany galuska ("gnocchi d'oro"), un dolce ungherese nato negli anni ottanta dell'Ottocento e diffuso sul territorio statunitense da immigrati magiari. Il dolce iniziò a essere venduto nelle panetterie ebraiche e ungheresi dalla metà del XX secolo.
Durante il Novecento, negli USA, la variante dell'arany galuska andò a confondersi con il simile monkey bread e i due termini divennero sinonimi. A partire dagli anni cinquanta, i libri di cucina della comunità e le riviste femminili iniziarono a dedicare spazio al monkey bread. Un libro di cucina pubblicato dal marchio Betty Crocker del 1972 contiene la preparazione di un dolce simile che prende il nome di Hungarian Coffee Cake. Negli anni ottanta la first lady Nancy Reagan contribuì a rendere il monkey bread un alimento natalizio servendolo alla Casa Bianca durante le festività.
Oggi il monkey bread viene spesso mangiato a colazione e servito in occasione di fiere e sagre. Viene anche considerato un ideale regalo.

## Descrizione
Il monkey bread è composto da pezzi di pasta lievitata dolce (spesso congelata), che vengono cotti in una tortiera a fuoco vivo dopo essere stati prima ricoperti ciascuno da burro fuso, cannella e zucchero. Un altro ingrediente spesso aggiunto sono le noci pecan tritate. Il monkey bread è tradizionalmente servito caldo in modo che gli spicchi cotti possano essere facilmente strappati con le dita e mangiati con le mani.